# Bečovsko
Krajinná památková zóna Bečovsko je část krajinného celku v Slavkovském lese, která byla Ministerstvem kultury České republiky v souladu se zákonem o státní památkové péči prohlášena za krajinnou památkovou zónu opatřením ze dne 1. září 2014, které nabylo účinnosti 15. září 2014. Památkově chráněná zóna zaujímá rozlohu 160 ha na katastrálním území města Bečov nad Teplou v okrese Karlovy Vary v Karlovarském kraji. Po Římovsku v Jihočeském kraji je to druhá nejmenší krajinná památková zóna v České republice.

## Geografická poloha
Krajinná památková zóna Bečovsko leží na území chráněné krajinné oblasti Slavkovský les.
Krajinná zóna je totožná s katastrálním územím Bečov nad Teplou (tedy území města bez katastrálních území místních částí Krásný Jez a Vodná). Nadmořská výška se v chráněném území pohybuje od 500 metrů (hladina řeky Teplé) až po 600–700 metrů, což je výška okolních vrcholů Slavkovského lesa, z nichž je v této oblasti nejvyšší Besídka (713 m n. m.). Územím protéká od jihu k severu řeka Teplá a souběžně s ní údolím vede železniční trať Karlovy Vary – Mariánské Lázně.
Na západě zahrnuje krajinná památková zóna oblast Zelené hory (665 m n. m.). Odtud jde hranice chráněného území k severovýchodu souběžně s hranicí bečovského katastru k silnici I/20, jižně od vesnice Vodné se stáčí východním směrem, prudce stoupá a vede k Černému rybníku a do lokality U tří křížů. Tam se stáčí k jihu a o zhruba 0,9 km dále hranice památkové zóny zasahuje soustavu Bečovských lesních rybníků a pokračuje jižním a posléze jihozápadním směrem k Chodovu. Poté přes severní okraj obce míří k západu kolem vrcholu Nad Tratí (694 m n. m.), kde posléze vytváří malý výběžek chráněného území, ze západu ohraničený železniční tratí a korytem řeky Teplé. Z těchto míst pak hranice památkové zóny již vede severozápadním směrem zpět k Zelené hoře.

## Předmět ochrany

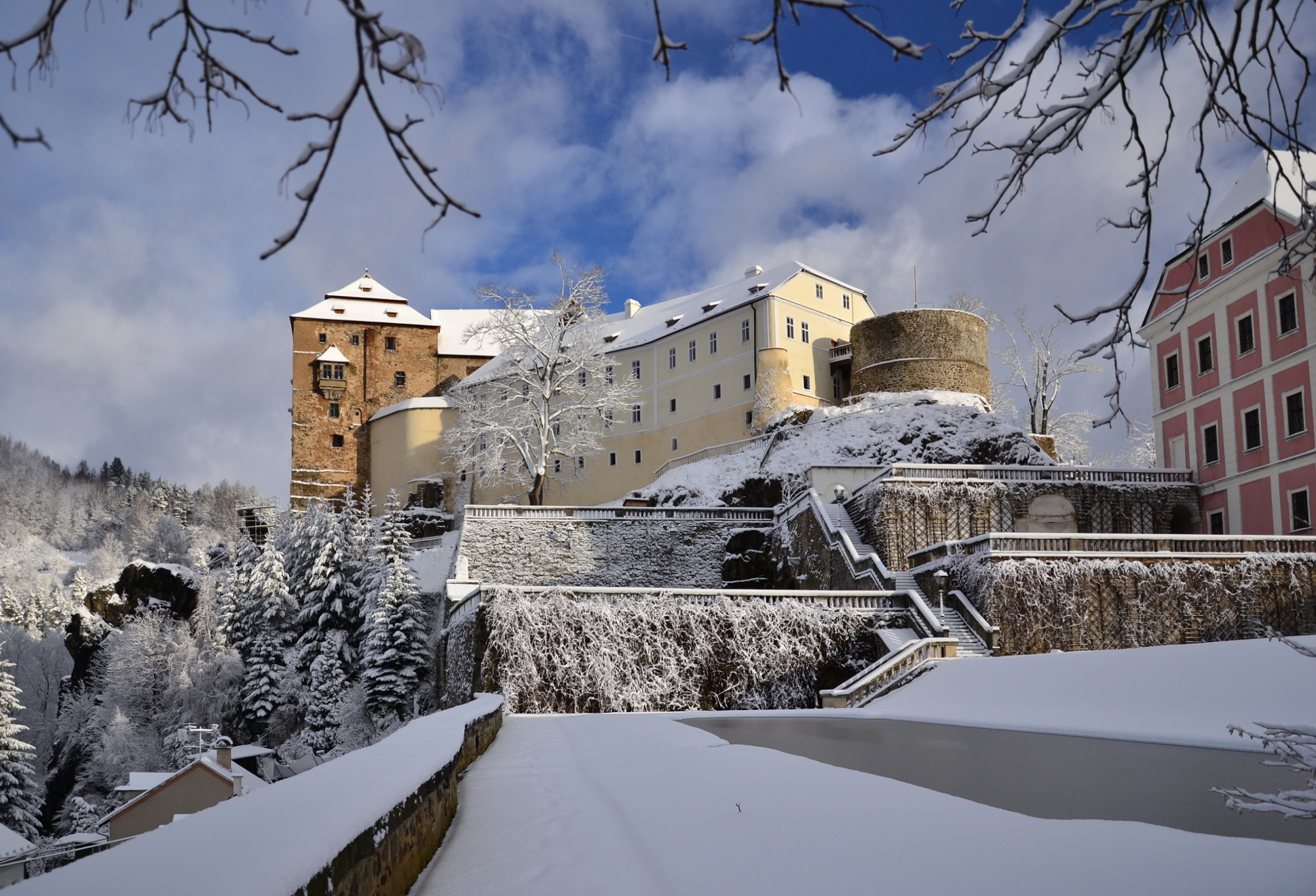
Bečovský hrad v zimě

Předmětem ochrany v památkové zóně Bečovsko je kontinuálně rozvinutá historická krajina se zastoupením řady kulturních a přírodních prvků, včetně jednotlivých staveb a dokladů historického využívání a utváření okolního terénu.
Kromě četných objektů drobné architektury jsou součástí chráněné krajiny památky na území městské památkové zóny Bečov nad Teplou, v prvé řadě bečovský hrad s blízkým zámkem, které jsou národní kulturní památkou, vlakové nádraží, židovský hřbitov, letní sídlo rodiny Beaufort-Spontin, Bečovská botanická zahrada, lipová alej, soubor památných stromů a významné prvky lesních porostů.
Na území krajinné památkové zóny se nachází přírodní památka Homolka a evropsky významná lokalita Bečovské lesní rybníky.

## Fotogalerie

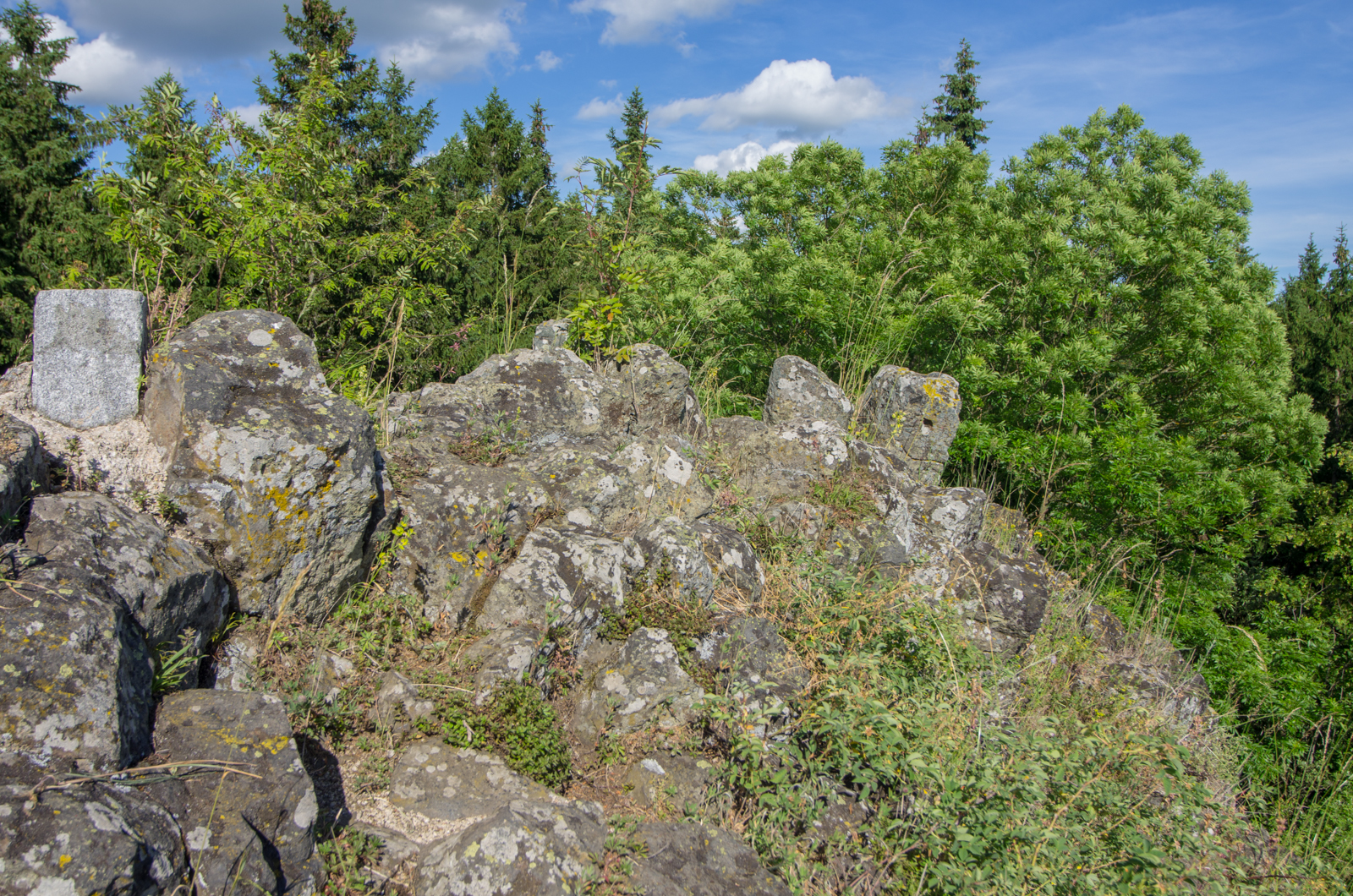
Přírodní památka Homolka
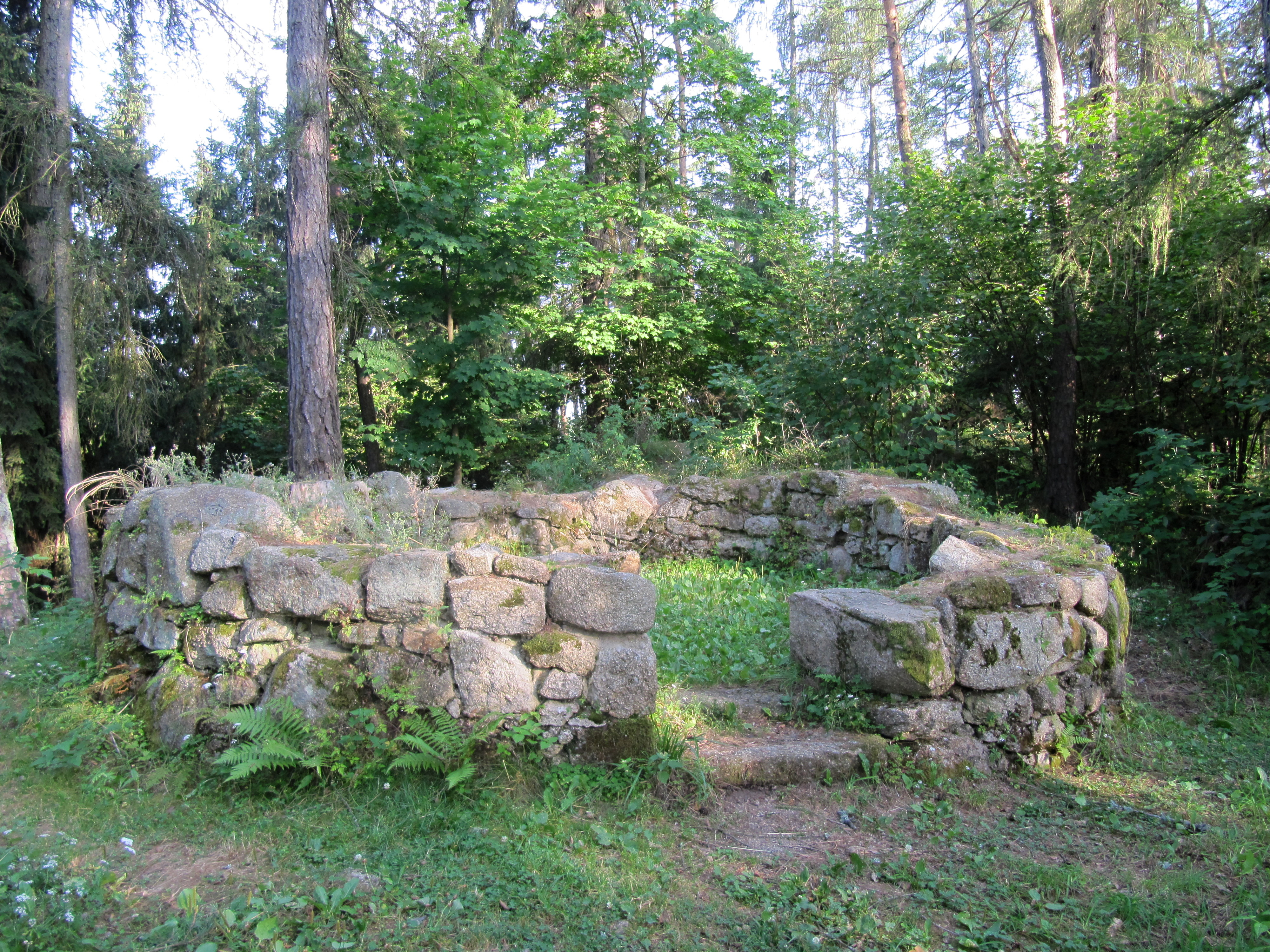
Bývalé popraviště na Šibeničním vrchu
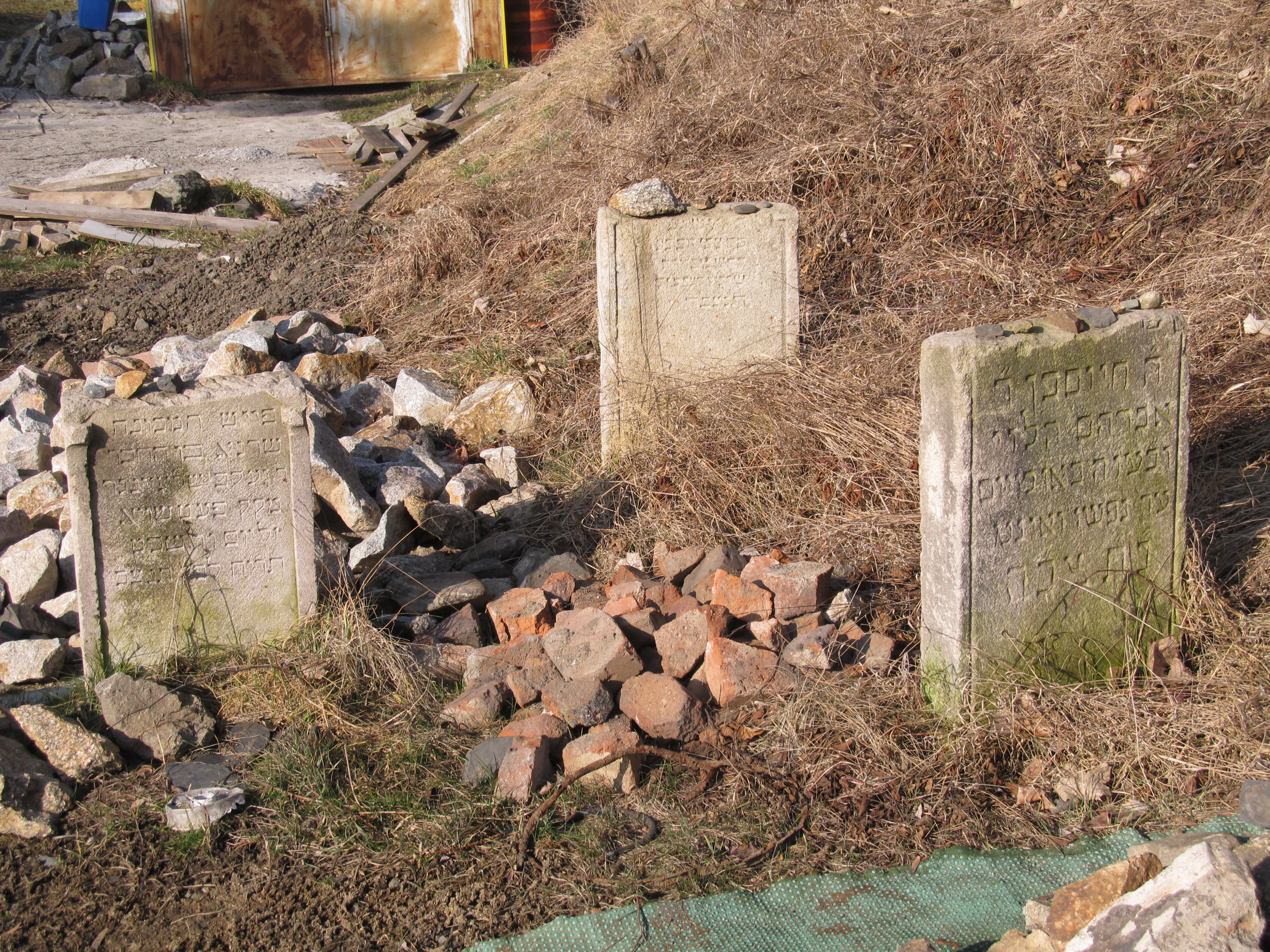
Obnova náhrobků na židovském hřbitově
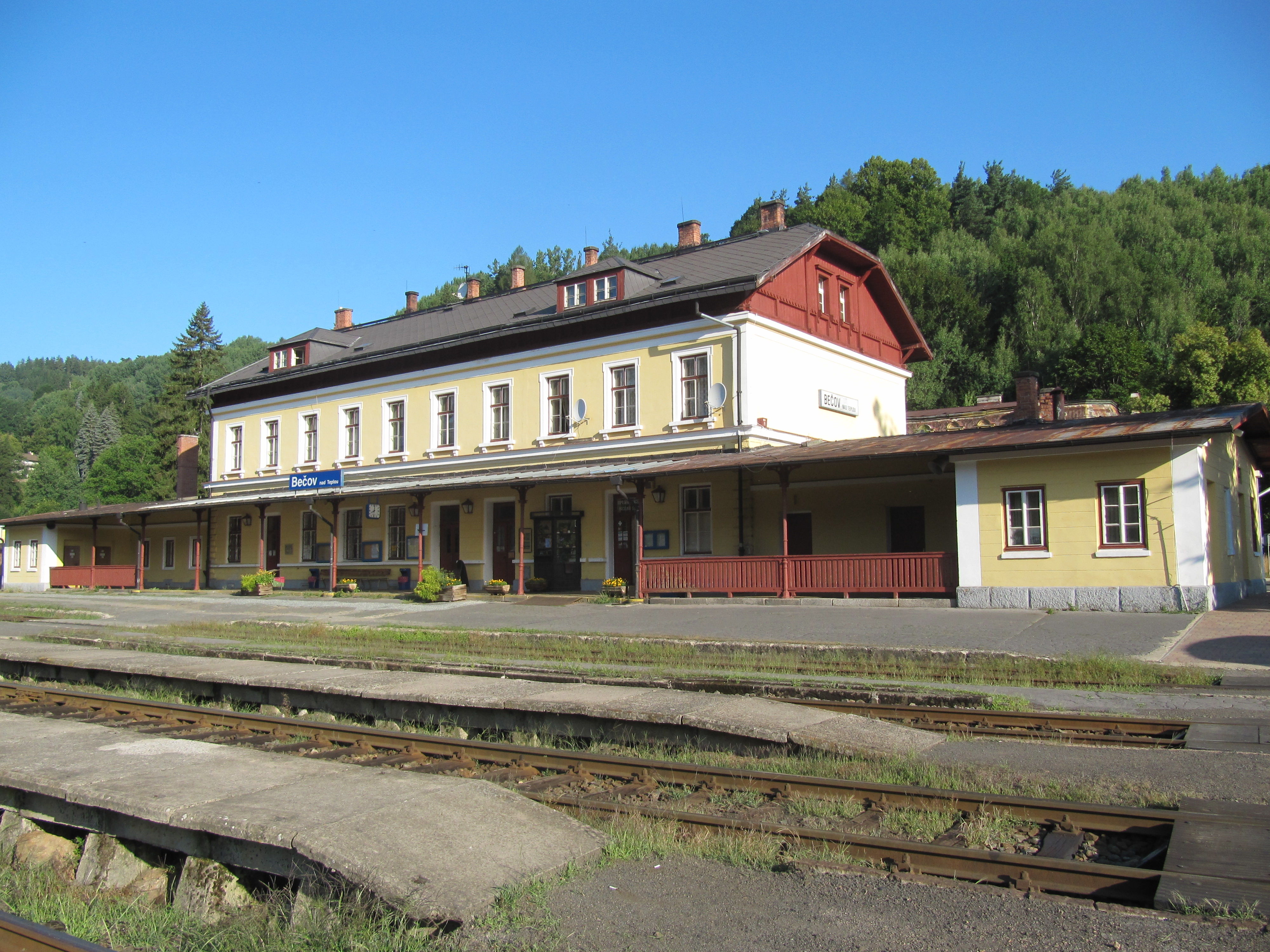
Železniční stanice Bečov nad Teplou
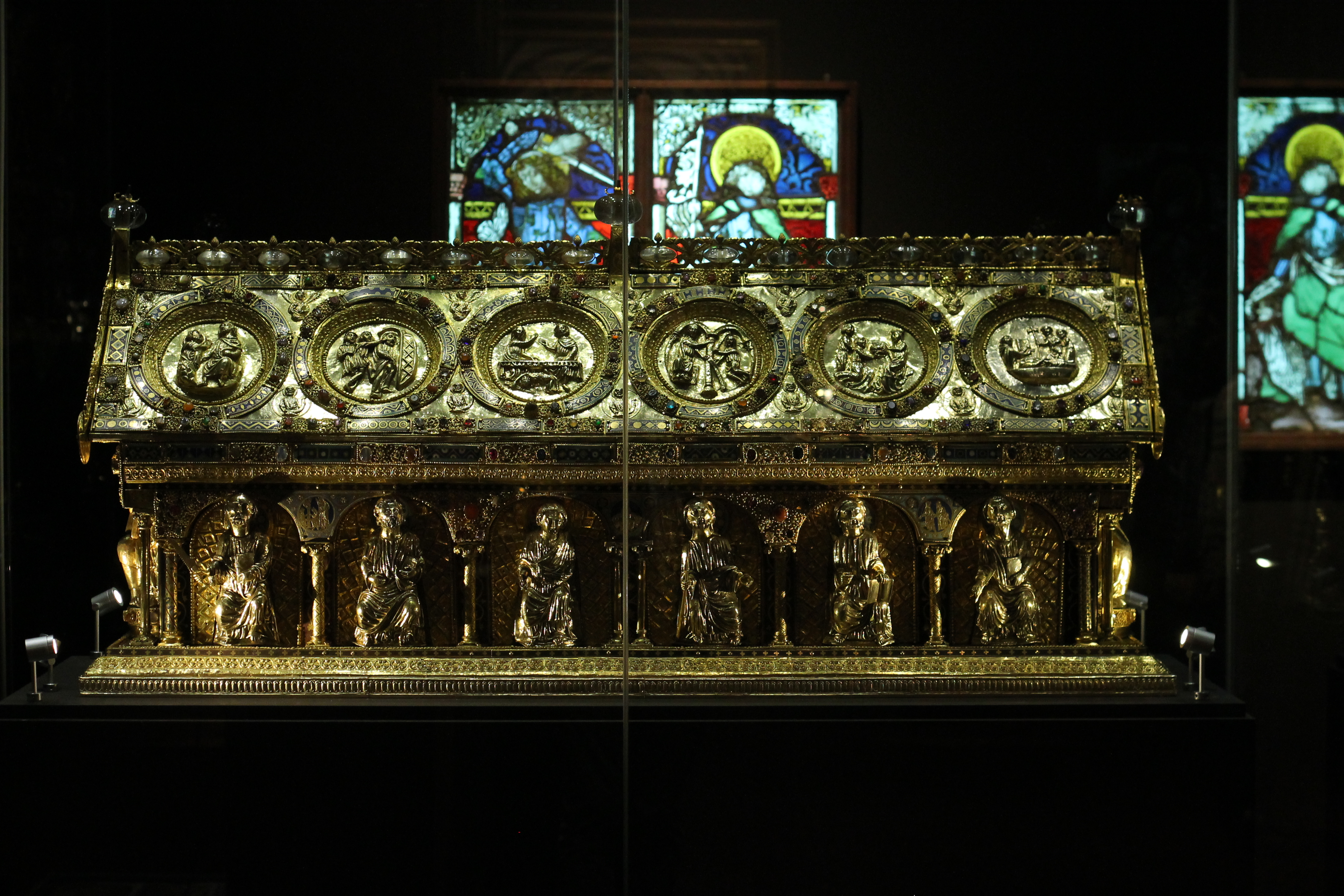
Relikviář svatého Maura